# Augochloropsis evibrissata
Augochloropsis evibrissata är en biart som beskrevs av Jesus Santiago Moure 1943. Augochloropsis evibrissata ingår i släktet Augochloropsis och familjen vägbin. Inga underarter finns listade.